# 王尧山
王尧山（1910年7月10日—2005年11月10日），原名宋书模，男，江苏溧阳人，中华人民共和国政治人物，曾任中共上海市纪委书记。

## 生平
1927年秋到上海当学徒。1931年10月，在浦东电气公司当职员时入党。1932年经何谷天介绍加入中国左翼作家联盟，开始学习创作，以式加、奴天、卢天、路丁等笔名在《中流》、《海燕》、《文学》等左翼报刊上发表反映社会现实、鞭挞社会黑暗的小说、诗歌、散文。鲁迅先生曾为其逐字逐句修改文章，具体指导其写作。
2005年因病医治无效，在上海华东医院逝世。

## 家庭
妻子赵先，曾任上海市妇女联合会主任。
哥哥林枫（宋书常），曾任浙江省政协副主席。  